# Yusidey Silié
Yusidey Silié Frómeta (ur. 11 listopada 1984) – kubańska siatkarka, grająca na pozycji przyjmującej lub rozgrywającej, była reprezentantka kraju. Od sezonu 2016/2017 występuje w drużynie Bolu Belediyespor.

## Sukcesy klubowe
Mistrzostwo Kuby:
- 2005, 2006, 2010, 2011

Mistrzostwo Azerbejdżanu:
- 2014

## Sukcesy reprezentacyjne
Puchar Panamerykański:
- 2005, 2007
- 2006
- 2012

Mistrzostwa Ameryki Północnej, Środkowej i Karaibów:
- 2009, 2011
- 2005
- 2007

Mistrzostwa Igrzysk Ameryki Środkowej i Karaibów:
- 2006

Volley Masters Montreux:
- 2008
- 2007, 2011
- 2006, 2010

Igrzyska Panamerykańskie:
- 2007
- 2011

Grand Prix:
- 2008

## Nagrody indywidualne
- 2006 – Najlepsza atakująca i blokująca ligi kubańskiej[3]
- 2010 – MVP i najlepsza rozgrywająca ligi kubańskiej
- 2011 – Najlepsza rozgrywająca ligi kubańskiej[4]